# Claire Wineland
Claire Lucia Wineland (10 de abril de 1997 – 2 de septiembre de 2018) fue una activista, autora, oradora y personalidad de las redes sociales estadounidense. A través de su organización sin ánimo de lucro, Claire's Place Foundation, brindó apoyo a niños y familias afectados por fibrosis quística (FQ). Murió de un coágulo de sangre una semana después de recibir un doble trasplante de pulmón a la edad de 21 años.
Wineland y una amiga, Chynna Bracha Levin, escribieron el libro Every Breath I Take, Surviving and Thriving with Cystic Fibrosis, publicado por BusinessGhost, Inc. el 21 de septiembre de 2012.

## Vida personal
Wineland nació con fibrosis quística en Austin, Texas . Le gustaba actuar desde muy joven y apareció en The Music Man a los cuatro años. A los 13 años, sus pulmones fallaron y fue puesta en coma inducido médicamente . Se le dio un 1% de posibilidades de supervivencia y se despertó después de 16 días.

## Activismo
Wineland fundó la Claire's Place Foundation a los 13 años. Inspirada por el apoyo de la comunidad mientras estaba en coma, lanzó dicha organización sin ánimo de lucro para brindar apoyo a los niños con fibrosis quística y las familias afectadas. La fundación ofrece apoyo emocional y financiero a través de su Red de Familias de Apoyo (Support Family Network) y el Subsidio de Estancia Hospitalaria Prolongada (Extended Hospital Stay Grants program). El Subsidio de Estancia Hospitalaria Prolongada brinda asistencia financiera a las familias con niños que experimentan una estadía en el hospital de al menos 14 días consecutivos debido a la fibrosis quística. Las subvenciones han permitido a las familias pagar su hipoteca, alquiler, facturas médicas y otros gastos básicos de subsistencia. La Red de Familias de Apoyo ofrece apoyo y asistencia personalizados en áreas como tratamiento, procesos de atención y apoyo emocional de otros padres voluntarios.
Wineland fue elegida para ser la oradora principal en el Congreso AARC, la 63.ª Convención y Exposición Internacional Respiratoria. Fue oradora de TEDx y habló en varias conferencias en todo el mundo. Apareció en un episodio de Red Band Society y en la serie documental My Last Days . Se unió al "Coro sin aliento" (Breathless Choir) de Philips como solista.

### Clarity Project y canal de YouTube
The Clairity Project es un sitio web que presenta una serie de videos educativos y vlogs alojados en YouTube que tratan de inspirar y educar a otros sobre cómo vivir con una enfermedad terminal. Según el sitio web, el activismo de Wineland tenía como objetivo "arrojar algo de luz sobre cómo es realmente estar enfermo y cambiar la forma en que vemos la enfermedad y a quienes viven con ella".
El 7 de agosto de 2017, después de no subir videos durante más de un año, Wineland regresó a YouTube con una nueva cuenta con su nombre real. Su primer video subido, "Dejé de hacer Clarity Project porque me fastidiaron", reveló que The Clairity Project era operado por una compañía de edición de videos y que ella tenía poco o ningún control sobre la edición de sus videos, aparte de su filmación y creación. Reveló que después de tomarse un descanso de la creación de videos durante algunos meses debido al deterioro de su salud, la compañía se negó a permitirle iniciar sesión en ninguna cuenta relacionada con The Clairity Project. Debido a que no existían contratos formales sobre la propiedad del proyecto, la empresa siguió beneficiándose del proyecto. Wineland dijo que no tenía la energía ni el dinero para llevar el caso a los tribunales.
Wineland continuó operando su canal de YouTube y subió nueve videos antes de su muerte.

## Muerte
El 26 de agosto de 2018, Wineland se sometió a un doble trasplante de pulmón . Poco después de la cirugía, Wineland sufrió un derrame cerebral debido a un coágulo de sangre que "cortó el flujo de sangre al lado derecho de su cerebro". Murió el 2 de septiembre de 2018 en el Pabellón Thornton de UC San Diego .

## Legado
En 2016, Wineland fue incluida como una de los 17 Power Teens de la revista Seventeen . Fue homenajeada con el premio Fox Teen Choice Award en 2015 y recibió el premio Gloria Barron para jóvenes héroes y el Premio a la pequeña organización sin fines de lucro del año ' Los Angeles Business Journal en 2014.
La película de 2019 Five Feet Apart se inspiró y se dedicó a Wineland, quien fue consultora en la película.

### Documental "Claire"
YouTube Originals lanzó "Claire", un documental sobre Wineland, que fue dirigido y producido por el ganador del Premio de la Academia Nicholas Reed (" The Lady in Number 6 ") y Ryan Azevedo ("Unpinned") y producido por Paul Foley ("Unpinned").
Fue lanzado en el primer aniversario de la muerte de Wineland.